# Michael J. Fox

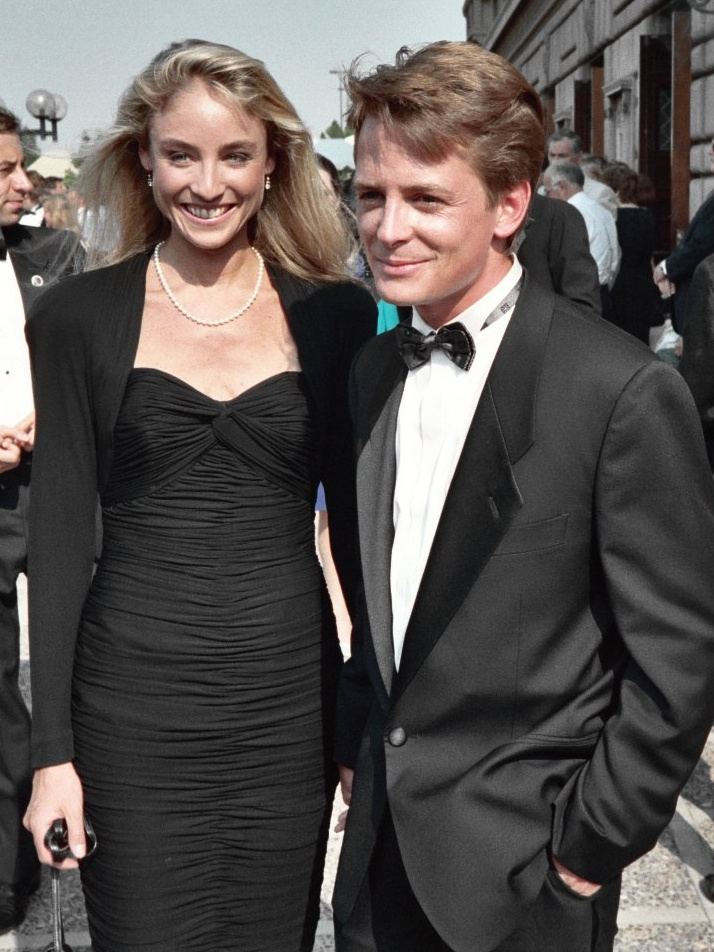
Tracy Pollan (stânga) și Michael J. Fox în 1988

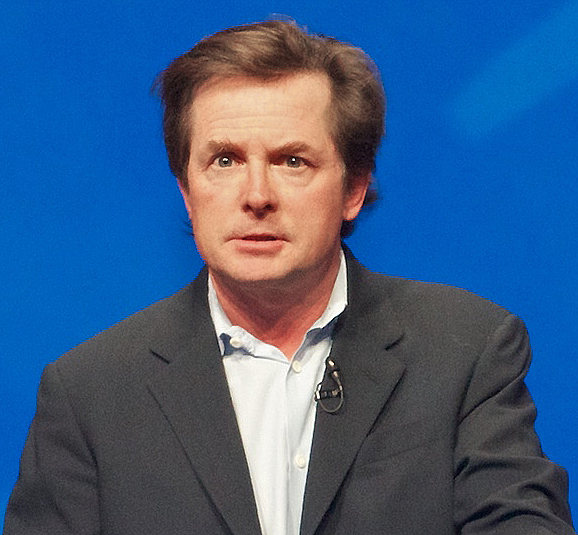
Michael J. Fox în 2012

Michael J. Fox (născut Michael Andrew Fox; n. 9 iunie 1961, Edmonton, Alberta, Canada) este un activist, actor de film și televiziune, actor de voce, autor, producător canadiano-american, retras din activitate. Din anul 1998 este diagnosticat cu boala Parkinson.

## Filmografie

### Actor
| An   | Film                                     | Rol                                          | Note                      |
| ---- | ---------------------------------------- | -------------------------------------------- | ------------------------- |
| 1980 | Midnight Madness                         | Scott Larson                                 |                           |
| 1982 | Class of 1984                            | Arthur                                       |                           |
| 1985 | Teen Wolf                                | Scott Howard                                 |                           |
| 1985 | Back to the Future                       | Marty McFly                                  |                           |
| 1987 | Light of Day                             | Joe Rasnick                                  |                           |
| 1987 | The Secret of My Success                 | Brantley Foster / Carlton Whitfield          |                           |
| 1988 | Bright Lights, Big City                  | Jamie Conway                                 |                           |
| 1989 | Casualties of War                        | PFC. Eriksson                                |                           |
| 1989 | Back to the Future Part II               | Marty McFly / Marty McFly Jr / Marlene McFly |                           |
| 1990 | Back to the Future Part III              | Marty McFly / Seamus McFly                   |                           |
| 1991 | The Hard Way                             | Nick Lang / Ray Casanov                      |                           |
| 1991 | Doc Hollywood                            | Dr. Benjamin Stone                           |                           |
| 1993 | Homeward Bound: The Incredible Journey   | Chance                                       | Doar voce                 |
| 1993 | Life with Mikey                          | Michael Mikey Chapman                        |                           |
| 1993 | For Love or Money (a.k.a The Concierge)  | Doug Ireland                                 |                           |
| 1994 | Where the Rivers Flow North              | Clayton Farnsworth                           |                           |
| 1994 | Greedy                                   | Daniel McTeague                              |                           |
| 1995 | Blue in the Face                         | Pete Maloney                                 |                           |
| 1995 | Coldblooded                              | Tim Alexander                                | Și producător             |
| 1995 | The American President                   | Lewis Rothschild                             |                           |
| 1996 | Homeward Bound II: Lost in San Francisco | Chance                                       | Doar voce                 |
| 1996 | The Frighteners                          | Frank Bannister                              |                           |
| 1996 | Mars Attacks!                            | Jason Stone                                  |                           |
| 1999 | Stuart Little                            | Stuart Little                                | Doar voce                 |
| 2001 | Atlantis: The Lost Empire                | Milo James Thatch                            | Doar voce                 |
| 2002 | Interstate 60                            | Mr. Baker                                    |                           |
| 2002 | Stuart Little 2                          | Stuart Little                                | Doar voce                 |
| 2006 | Stuart Little 3: Call of the Wild        | Stuart Little                                | Doar voce Direct-to-video |

| An        | Title                                              | Rol                             | Note |
| --------- | -------------------------------------------------- | ------------------------------- | --- |
| 1977      | The Magic Lie                                      |                                 | Episodul: "The Master" |
| 1979      | Letters from Frank                                 | Ricky                           | CBS film de televiziune |
| 1979      | Lou Grant                                          | Paul Stone                      | Episodul: "Kids" |
| 1980      | Palmerstown, U.S.A.                                | Willy - Joe Hall                | |
| 1980      | Family                                             | Richard Topol                   | Episodul: "Such a Fine Line" |
| 1980      | Trouble in High Timber Country                     | Thomas Elston                   | ABC film de televiziune |
| 1981      | Trapper John, M.D.                                 | Elliot Schweitzer               | Episodul: "Brain Child" |
| 1981      | Leo and Me                                         | Jamie                           | Produced in 1976; was not televised on CBC, until 1981 Credited as "Mike Fox" |
| 1982–1989 | Family Ties                                        | Alex P. Keaton                  | |
| 1983      | The Love Boat                                      |                                 | Episodul: "I Like to Be in America..." |
| 1983      | High School U.S.A.                                 | Jay - Jay Manners               | NBC film de televiziune / Pilot |
| 1984      | Night Court                                        | Eddie Simms                     | Episodul: "Santa Goes Downtown" |
| 1984      | The Homemade Comedy Special                        | Gazdă                           | Emisiune specială de televiziune NBC |
| 1985      | Poison Ivy                                         | Dennis Baxter                   | NBC film de televiziune |
| 1986      | David Letterman's 2nd Annual Holiday Film Festival |                                 | Emisiune specială de televiziune, NBC Segment: "The Iceman Hummeth" |
| 1988      | Mickey's 60th Birthday                             | Alex P. Keaton (flashback clip) | Emisiune specială de televiziune |
| 1990      | Sex, Buys, & Advertising                           |                                 | Emisiune specială de televiziune |
| 1991      | Saturday Night Live                                | Host                            | Episodul: "Michael J. Fox / The Black Crowes" |
| 1991      | Tales from the Crypt                               | Prosecutor                      | Episodul: "The Trap" |
| 1994      | Don't Drink the Water                              | Axel Magee                      | ABC film de televiziune |
| 1996–2001 | Spin City                                          | Mike Flaherty                   | Seasons 1–4 |
| 2002      | Clone High                                         | Gandhi's Remaining Kidney       | Doar voce Episodul: "Escape to Beer Mountain: A Rope of Sand" |
| 2004      | Scrubs                                             | Dr. Kevin Casey                 | Episoade: "My Catalyst", "My Porcelain God" |
| 2006      | Boston Legal                                       | Daniel Post                     | (sezonul 2) Episoadele: "The Cancer Man Can", "Helping Hands", "Too Much Information", "Breast in Show", "BL: Los Angeles", (sezonul 3) "Can't We All Get a Lung?"                  |
| 2009      | Rescue Me                                          | Dwight                          | (sezonul5) Episoadele: "Baptism", "French", "Sheila", "Perspective", "Thaw" |
| 2010–2013 | The Good Wife                                      | Louis Canning                   | (sezonul2) Episoadele: "Poisoned Pill", "Real Deal", "Wrongful Termination", (sezonul3) "Parenting Made Easy", "Gloves Come Off", (sezonul4) "Boom De Yah Da", "The Seven Day Rule" |
| 2011      | Ace of Cakes                                       | Himself                         | |
| 2011      | Curb Your Enthusiasm                               | Himself                         | Episodul: "Larry vs. Michael J. Fox" |
| 2011      | Phineas and Ferb                                   | Michael                         | Doar voce Episodul: "The Curse of Candace" |
| 2013      | The Michael J. Fox Show                            | Mike Henry                      | Sitcom viitor; rol principal |

### Jocuri video
| An   | Title                        | Rol                             | Info                   |
| ---- | ---------------------------- | ------------------------------- | ---------------------- |
| 2011 | Back to the Future: The Game | Willie McFly Future Marty McFly | Episodul 5: "Outatime" |

### Producător
| An        | Title             | Note                |
| --------- | ----------------- | ------------------- |
| 1995      | Coldblooded       | Producător          |
| 1996–2000 | Spin City         | Producător executiv |
| 1999      | Anna Says         | Producător executiv |
| 2002      | Otherwise Engaged | Producător executiv |
| 2003      | Hench at Home     | Producător executiv |